# كازيميرز مازور
كازيميرز مازور (بالبولندية: Kazimierz Mazur)‏ (و. 1984 – م) هو ممثل من بولندا . ولد في وارسو .

## روابط خارجية
- كازيميرز مازور على موقع IMDb (الإنجليزية)
- كازيميرز مازور على موقع ألو سيني (الفرنسية)
- كازيميرز مازور على موقع أول موفي (الإنجليزية)
- كازيميرز مازور على موقع قاعدة بيانات الأفلام السويدية (السويدية)
- كازيميرز مازور على موقع قاعدة بيانات الفيلم (الإنجليزية)
- كازيميرز مازور على موقع كينوبويسك (الروسية)